# Karavan (film)
Karavan je český film režisérky Zuzany Kirchnerové z roku 2025; jedná se o její celovečerní debut. Vypráví o matce a jejím synovi, který má Downův syndrom, a jejich cestě karavanem po Itálii. Natáčel se v italských lokacích.
Film byl uveden v soutěžní sekci Filmového festivalu v Cannes. Jedná se po třiceti letech o první český film zde uvedený, posledním byl film Lekce Faust režiséra Jana Švankmajera. V červenci 2025 film slavnostně zahájil Letní filmovou školu v Uherském Hradišti.

## Obsazení
| Aňa Geislerová         | matka Ester |
| David Vodstrčil        | David       |
| Juliana Oľhová         | Zuza        |
| Jana Plodková          |             |
| Mario Russo            |             |
| Giandomenico Cupaiuolo |             |
| Oscar de Summa         |             |